# Сарбево (Любуське воєводство)
Сарбево (пол. Sarbiewo) — село в Польщі, у гміні Звежин Стшелецько-Дрезденецького повіту Любуського воєводства.
Населення — 286 осіб (2011).

## Демографія
Демографічна структура станом на 31 березня 2011 року:
|          | Загалом | Допрацездатний вік | Працездатний вік | Постпрацездатний вік |
| -------- | ------- | ------------------ | ---------------- | -------------------- |
| Чоловіки | 136     | 38                 | 88               | 10                   |
| Жінки    | 150     | 34                 | 91               | 25                   |
| Разом    | 286     | 72                 | 179              | 35                   |